# Baltic Cup 2012
Der Baltic Cup 2012 für Fußballnationalteams fand zwischen dem 1. und 3. Juni 2012 in Estland statt. Es war die insgesamt 44. Austragung des Turniers der Baltischen Länder seit der Erstaustragung im Jahr 1928.
In diesem Jahr nahm Finnland zum ersten Mal am Turnier teil. Anders als in den Vorjahren wurde nicht im Modus „Jeder gegen Jeden“ gespielt, sondern ein Turnier mit zwei Halbfinals, einem Spiel um Platz 3 und einem Finale ausgetragen. Der Anlass dafür war die Erklärung des Lettischen Fußballverbandes, nicht mehr als zwei Länderspiele absolvieren zu wollen. Ausgetragen wurden die Spiele in Tartu (Tamme staadion) sowie in Võru (Võru staadion). Gastgeber Estland spielte beim Halbfinale gegen die finnische Auswahl erst zum zweiten Mal in seiner Länderspielgeschichte in Tartu. Das erste Mal war dies im Jahr 1997 gegen die färöische Fußballnationalmannschaft der Fall. Finnland zog durch einen Sieg gegen Estland ins Finale gegen Lettland ein. Die Lettische Nationalmannschaft hatte in ihrem Halbfinalspiel Litauen besiegt. Im Finale entschied Lettland das Spiel im Elfmeterschießen mit 6:5 für sich und gewann damit den insgesamt 21. Titel.

## Gesamtübersicht

### Halbfinale
|                       |   |          |     |
| 1. Juni 2012 in Võru  |   |          |     |
| Lettland              | – | Litauen  | 5:0 |
| 1. Juni 2012 in Tartu |   |          |     |
| Estland               | – | Finnland | 1:2 |

### Spiel um Platz 3
|                       |   |         |     |
| 3. Juni 2012 in Tartu |   |         |     |
| Estland               | – | Litauen | 1:0 |

### Finale
|                      |   |          |                |
| 3. Juni 2012 in Võru |   |          |                |
| Finnland             | – | Lettland | 1:1, 5:6 i. E. |

## Halbfinalspiele
| Lettland                                       | Lettland | Litauen | Litauen |
| ---------------------------------------------- | --- | --- | ------- |
| Lettland                                       | \| Halbfinale 1 \| \| 1. Juni 2012 in Võru (Võru staadion) \| \| Ergebnis: 5:0 (3:0) \| \| Zuschauer: 125 \| \| Schiedsrichter: Mattias Gestranius ( Finnland)[5] \| \| Spielbericht \| | \| Halbfinale 1 \| \| 1. Juni 2012 in Võru (Võru staadion) \| \| Ergebnis: 5:0 (3:0) \| \| Zuschauer: 125 \| \| Schiedsrichter: Mattias Gestranius ( Finnland)[5] \| \| Spielbericht \| | Litauen |
| Lettland                                       | Andris Vaņins – Igors Savčenkovs, Oskars Kļava, Ritus Krjauklis, Vitālijs Smirnovs – Oļegs Laizāns (84. Nauris Bulvītis), Aleksandrs Fertovs (77. Artis Lazdiņš), Aleksandrs Cauņa (72. Artūrs Zjuzins), Aleksejs Višņakovs (77. Andrejs Perepļotkins), Ivans Lukjanovs (72. Alans Siņeļņikovs) – Edgars Gauračs (72. Vladimirs Kamešs) Cheftrainer: Aleksandrs Starkovs | Ernestas Šetkus – Tomas Mikuckis, Valdemar Borovskij (77. Tadas Eliošius), Vytautas Andriuškevičius, Arūnas Klimavičius (62. Tadas Kijanskas) – Ramūnas Radavičius, Gediminas Vičius (43. Deivydas Matulevičius), Linas Pilibaitis, Kęstutis Ivaškevičius (42. Vaidas Šilėnas, 84. Algis Jankauskas), Marius Papšys (50. Egidijus Vaitkūnas) – Andrius Velička Cheftrainer: Csaba László ( Ungarn) | Litauen |
| Lettland                                       | 1:0 Cauņa (12., Foulelfmeter) 2:0 Gauračs (17.) 3:0 Višņakovs (35.) 4:0 Gauračs (48.) 5:0 Smirnovs (80.) | | Litauen |
| Lettland                                       | Fertovs | Vičius, Pilibaitis | Litauen |
| Lettland                                       | Lazdiņš | | Litauen |
| Lettland                                       | Savčenkovs | | Litauen |
| Halbfinale 1                                   | | |         |
| 1. Juni 2012 in Võru (Võru staadion)           | | |         |
| Ergebnis: 5:0 (3:0)                            | | |         |
| Zuschauer: 125                                 | | |         |
| Schiedsrichter: Mattias Gestranius ( Finnland) | | |         |
| Spielbericht                                   | | |         |

| Estland                                         | Estland | Finnland | Finnland |
| ----------------------------------------------- | --- | --- | -------- |
| Estland                                         | \| Halbfinale 2 \| \| 1. Juni 2012 in Tartu (Tamme staadion) \| \| Ergebnis: 1:2 (1:2) \| \| Zuschauer: 2.470 \| \| Schiedsrichter: Vadims Direktorenko ( Lettland)[5] \| \| Spielbericht \|                                                                   | \| Halbfinale 2 \| \| 1. Juni 2012 in Tartu (Tamme staadion) \| \| Ergebnis: 1:2 (1:2) \| \| Zuschauer: 2.470 \| \| Schiedsrichter: Vadims Direktorenko ( Lettland)[5] \| \| Spielbericht \|                                                                                      | Finnland |
| Estland                                         | Sergei Pareiko – Taavi Rähn, Dmitri Kruglov (81. Henrik Ojamaa), Ragnar Klavan, Enar Jääger, Taijo Teniste – Aleksandr Dmitrijev, Konstantin Vassiljev – Andres Oper, Tarmo Kink (46. Sander Puri), Jarmo Ahjupera (46. Kaimar Saag) Cheftrainer: Tarmo Rüütli | Niki Mäenpää – Joona Toivio, Juhani Ojala (63. Jarkko Hurme), Kari Arkivuo, Jukka Raitala – Përparim Hetemaj, Tim Sparv, Alexander Ring, Kasper Hämäläinen (73. Markus Halsti) – Teemu Pukki (46. Toni Kolehmainen), Njazi Kuqi (83. Mika Ääritalo) Cheftrainer: Mixu Paatelainen | Finnland |
| Estland                                         | 1:2 Oper (33.) | 0:1 Kuqi (10.) 0:2 Kuqi (22.) | Finnland |
| Estland                                         | Kink | Hämäläinen | Finnland |
| Estland                                         | Ring | | Finnland |
| Halbfinale 2                                    | | |          |
| 1. Juni 2012 in Tartu (Tamme staadion)          | | |          |
| Ergebnis: 1:2 (1:2)                             | | |          |
| Zuschauer: 2.470                                | | |          |
| Schiedsrichter: Vadims Direktorenko ( Lettland) | | |          |
| Spielbericht                                    | | |          |

## Spiel um Platz 3
| Estland                                  | Estland | Litauen | Litauen |
| ---------------------------------------- | --- | --- | ------- |
| Estland                                  | \| Spiel um Platz 3 \| \| 3. Juni 2012 in Tartu (Tamme staadion) \| \| Ergebnis: 1:0 (1:0) \| \| Zuschauer: 1.049 \| \| Schiedsrichter: Hannes Kaasik ( Estland)[5] \| \| Spielbericht \|                                                                                                  | \| Spiel um Platz 3 \| \| 3. Juni 2012 in Tartu (Tamme staadion) \| \| Ergebnis: 1:0 (1:0) \| \| Zuschauer: 1.049 \| \| Schiedsrichter: Hannes Kaasik ( Estland)[5] \| \| Spielbericht \| | Litauen |
| Estland                                  | Pavel Londak – Alo Bärengrub, Igor Morozov, Tihhon Šišov – Gert Kams, Ats Purje (74. Kaimar Saag), Sergei Mošnikov (85. Siim Luts), Martin Vunk, Oliver Konsa (62. Sander Puri) – Tarmo Neemelo (68. Jarmo Ahjupera), Vladimir Voskoboinikov (80. Henrik Ojamaa) Cheftrainer: Tarmo Rüütli | Saulius Klevinskas – Tadas Kijanskas, Algis Jankauskas, Egidijus Vaitkūnas, Georgas Freidgeimas – Ramūnas Radavičius, Mindaugas Panka, Linas Pilibaitis (46. Marius Papšys), Mantas Kuklys – Deivydas Matulevičius (73. Kęstutis Ivaškevičius), Andrius Velička Cheftrainer: Csaba László ( Ungarn) | Litauen |
| Estland                                  | 1:0 Voskoboinikov (18.) | | Litauen |
| Estland                                  | Jankauskas, Velička, Radavičius | | Litauen |
| Estland                                  | Kijanskas | | Litauen |
| Spiel um Platz 3                         | | |         |
| 3. Juni 2012 in Tartu (Tamme staadion)   | | |         |
| Ergebnis: 1:0 (1:0)                      | | |         |
| Zuschauer: 1.049                         | | |         |
| Schiedsrichter: Hannes Kaasik ( Estland) | | |         |
| Spielbericht                             | | |         |

## Finale
| Finnland                                     | Finnland | Lettland | Lettland |
| -------------------------------------------- | --- | --- | -------- |
| Finnland                                     | \| Finale \| \| 3. Juni 2012 in Võru (Võru staadion) \| \| Ergebnis: 1:1 (0:0), 5:6 i. E. \| \| Zuschauer: 280 \| \| Schiedsrichter: Gediminas Mažeika ( Litauen)[5] \| \| Spielbericht \|                                                                                       | \| Finale \| \| 3. Juni 2012 in Võru (Võru staadion) \| \| Ergebnis: 1:1 (0:0), 5:6 i. E. \| \| Zuschauer: 280 \| \| Schiedsrichter: Gediminas Mažeika ( Litauen)[5] \| \| Spielbericht \| | Lettland |
| Finnland                                     | Lukáš Hrádecký (46. Henri Sillanpää) – Petri Pasanen, Jukka Raitala (57. Jarkko Hurme), Paulus Arajuuri, Markus Halsti – Tim Sparv, Daniel Sjölund, Toni Kolehmainen – Timo Furuholm (73. Mika Ojala), Roni Porokara (57. Njazi Kuqi), Teemu Pukki Cheftrainer: Mixu Paatelainen | Andris Vaņins – Nauris Bulvītis, Oskars Kļava, Ritus Krjauklis, Vitālijs Smirnovs, – Oļegs Laizāns, Aleksandrs Fertovs, Aleksandrs Cauņa, Aleksejs Višņakovs (77. Artūrs Zjuzins) – Edgars Gauračs (82. Vladislavs Kozlovs), Ivans Lukjanovs (72. Vladimirs Kamešs) Cheftrainer: Aleksandrs Starkovs | Lettland |
| Finnland                                     | 1:0 Kolehmainen (52.) | 1:1 Gauračs (54.) | Lettland |
| Finnland                                     | Elfmeterschießen | | Lettland |
| Finnland                                     | Pukki 1:0 Sjölund 2:1 Kuqi 3:2 Ojala 4:3 Pasanen 5:4 Sprav Hurme Kolehmainen | Cauņa 1:1 Smirnovs 2:2 Laizāns 3:3 Kamešs 4:4 Zjuzins 5:5 Kļava Bulvītis 5:6 Kozlovs | Lettland |
| Finnland                                     | Raitala, Pasanen | Laizāns, Višņakovs, Fertovs | Lettland |
| Finale                                       | | |          |
| 3. Juni 2012 in Võru (Võru staadion)         | | |          |
| Ergebnis: 1:1 (0:0), 5:6 i. E.               | | |          |
| Zuschauer: 280                               | | |          |
| Schiedsrichter: Gediminas Mažeika ( Litauen) | | |          |
| Spielbericht                                 | | |          |